# Lieve Pietersz Verschuier

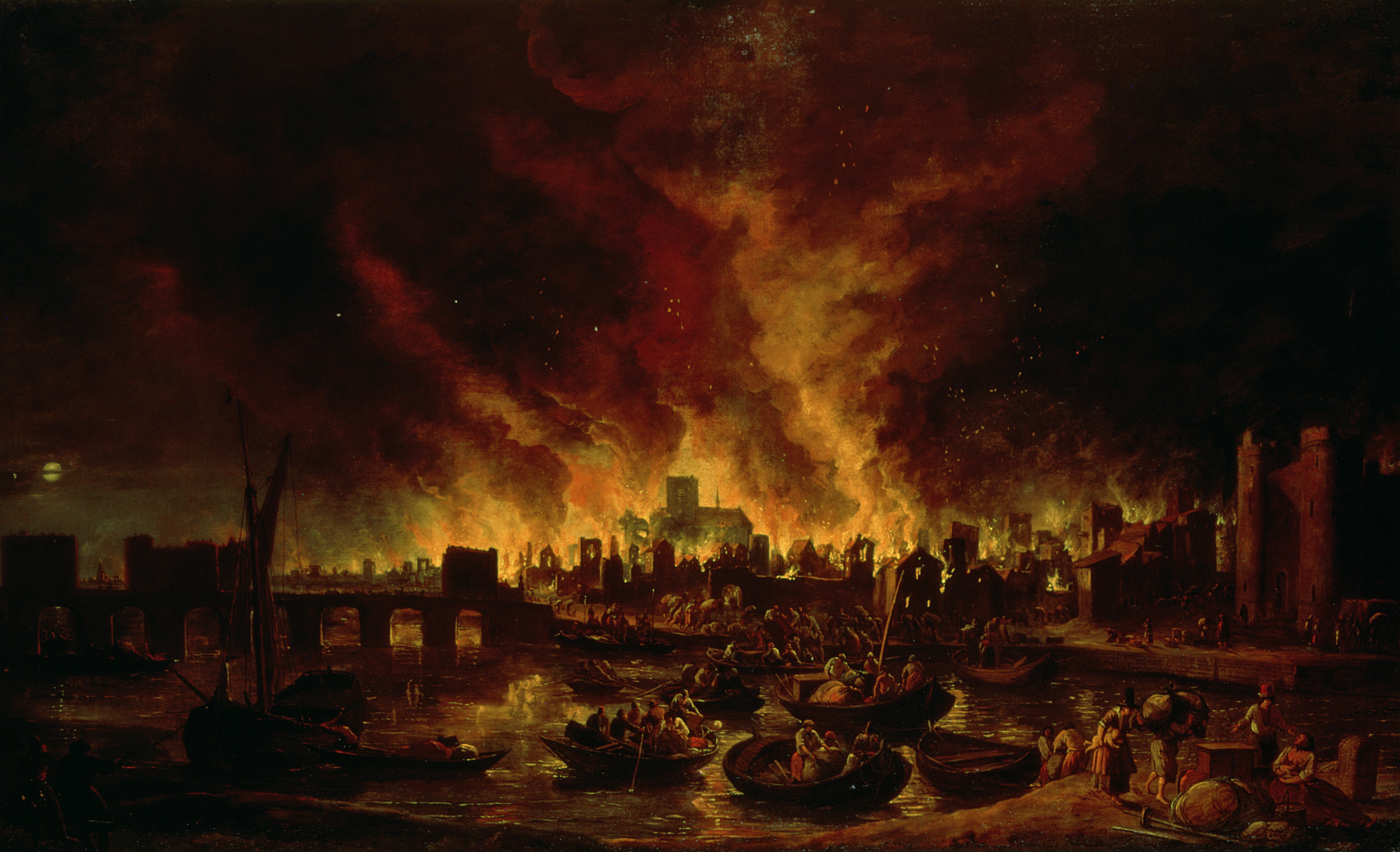
"Il Grande Incendio di Londra" (1666).

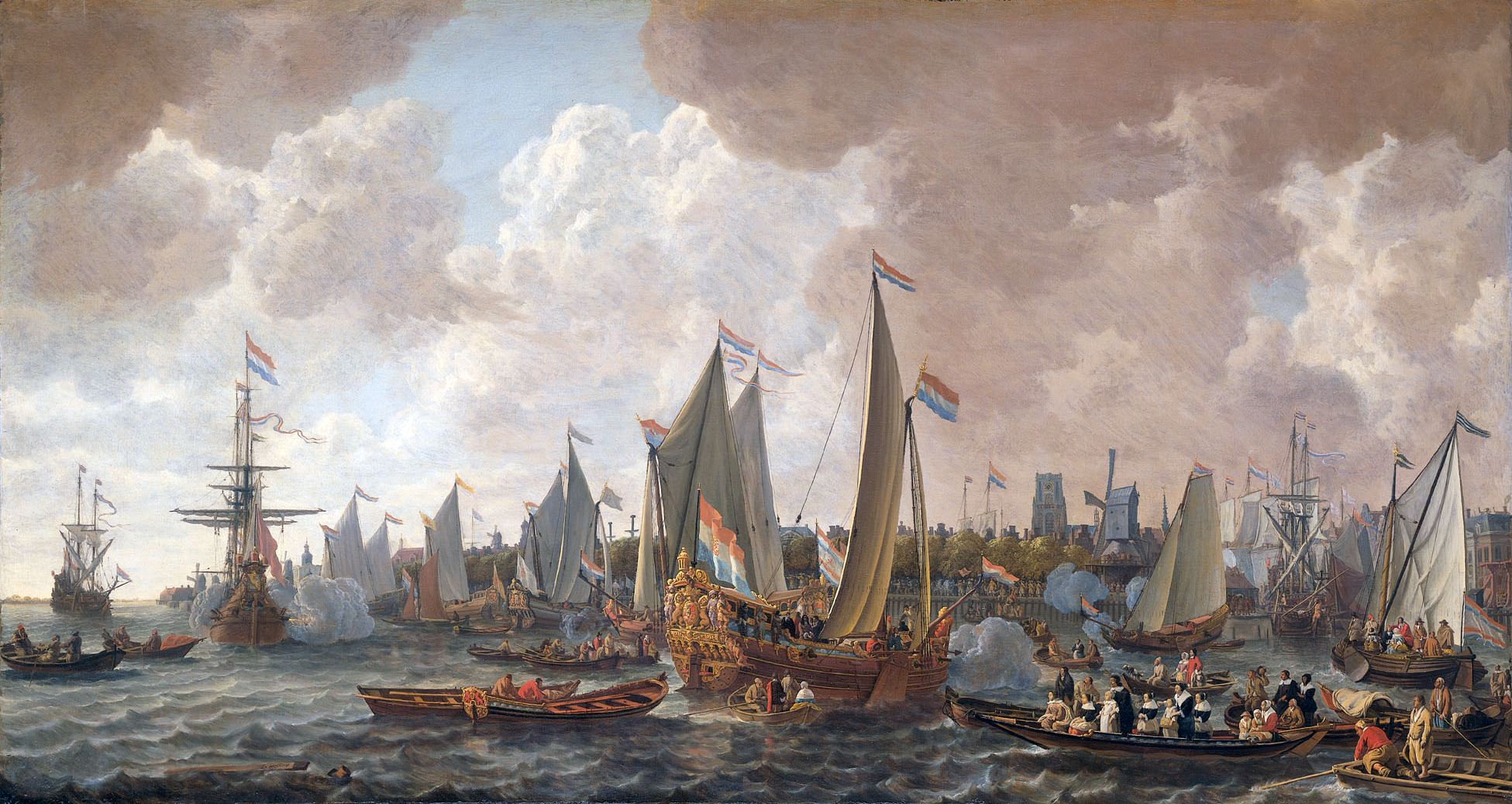
Dipinto raffigurante l'arrivo di Carlo II d'Inghilterra a Rotterdam, il 24 maggio 1660.

Lieve Pietersz Verschuier (Rotterdam, 1627 – Rotterdam, 17 dicembre 1686) è stato un pittore olandese, specializzato in soggetti marittimi.

## Biografia
Nato a Rotterdam, figlio di un intagliatore, la sua presenza ad Amsterdam, dove ha probabilmente appreso l'arte della pittura dal maestro Simon de Vlieger, è documentata nel 1651.
Da ragazzo, nel 1653, si recò a Roma assieme all'amico e collega, Jan Vermeer van Utrecht, e lì strinse rapporti con Willem Drost e Johann Carl Loth.
Successivamente, a quanto pare, lavorò per breve tempo in Inghilterra, il che spiegherebbe un discreto numero di dipinti raffiguranti soggetti britannici (in particolare, Il Grande Incendio di Londra del 1666).
Al suo ritorno nei Paesi Bassi, nel 1667, si stabilì definitivamente a Rotterdam e si specializzò in dipinti con soggetti marittimi e paesaggi italiani.
I suoi quadri, raffiguranti ambientazioni marittime, hanno oggi un grande valore anche sotto il profilo storico e tecnico, essendo oggetto di numerosi studi che mirano ad approfondire l'arte costruttiva navale del XVII secolo.